# Carel Polak
Carel Hendrik Frederik Polak (Rotterdam, 2 september 1909 – Oegstgeest, 28 februari 1981) was een Nederlandse politicus. Namens de Volkspartij voor Vrijheid en Democratie (VVD) was hij minister van Justitie in het kabinet-De Jong (1967-1971).

## Levensloop
Polak stamt uit een Joodse familie van juristen. Zijn vader Moritz Polak was raadsheer in de Hoge Raad en zijn broers Nico en Jacques waren ook rechter. Zijn grootvader was de Groningse en Leidse hoogleraar staatsrecht Jacques Oppenheim, die van 1907 tot 1924 lid was van de Raad van State. Zoon Jaap Polak is tevens jurist en was lid van de Afdeling Bestuursrechtspraak van de Raad van State en deeltijd hoogleraar algemeen bestuursrecht aan de Universiteit Leiden. 
Polak volgde het Eerste Stedelijk Gymnasium in Den Haag, en studeerde daarna rechten aan de Rijksuniversiteit Leiden, waar hij in 1931 cum laude afstudeerde. Daarna werd hij werkzaam bij de provincie Zuid-Holland, totdat hij wegens de maatregelen van de bezetter eind 1940 werd ontslagen. Hij ging daarna als conciërge werken op een joodse school, totdat hij in 1942 onderdook bij het gezin van de nachtwaker bij de zilverfabriek Van Kempen en Begeer in Voorschoten. Daar verbleef hij tot de bevrijding. Vanaf november 1946 was Polak hoogleraar economie en agrarisch recht aan de Landbouwhogeschool Wageningen. Bij Koninklijk Besluit werd hij per 1 september 1951 benoemd tot hoogleraar administratief en agrarisch recht aan de Universiteit Leiden. Op 5 april 1967 werd hij minister.
In tegenspraak met het conservatieve imago van het kabinet-De Jong, bracht Polak veel vernieuwingen tot stand. Zo moderniseerde hij de echtscheidingswetgeving, waarbij het recht op alimentatie werd losgekoppeld van de schuldvraag, en hief hij het verbod op de verkoop van voorbehoedsmiddelen op. Onder zijn verantwoordelijkheid werd het voor homoseksuelen discriminerende artikel 248bis van het Wetboek van Strafrecht in 1971 afgeschaft. Anderzijds weigerde hij in 1969 de Nederlandse Vereniging tot Integratie van Homoseksualiteit COC rechtspersoonlijkheid te verlenen, vanwege bepaalde contactadvertenties in het huisorgaan van het COC. In datzelfde jaar wilde hij de Drie van Breda vrijlaten, maar na advies van de Hoge Raad weigerde hij hun gratieverzoek.
Na zijn ministerschap werd hij Eerste Kamerlid. In 1976 behoorde hij tot de minderheid van zijn fractie die vóór het initiatiefvoorstel voor een vrije abortuswetgeving stemde. Hij besloot zijn loopbaan als staatsraad in buitengewone dienst.
Polak was van 25 mei 1971 tot 29 maart 1977 voorzitter van de bijzondere commissie voor de herziening van het Burgerlijk Wetboek. In 1973 volgde hij de tot minister van Binnenlandse Zaken benoemde Wilhelm Friedrich de Gaay Fortman op als lid van de Europese Commissie voor de Rechten van de Mens, wat hij zou blijven tot zijn dood in 1981, toen hij werd opgevolgd door Hein Schermers. In 1975-1976 was hij voorzitter van de Nederlandse Juristen-Vereniging.

### Privé
Carel Polak was gehuwd met Anneke Werker. Hij woonde tot zijn overlijden in Oegstgeest. 

### Weetjes
- Nadat Phil Bloom op 9 oktober 1967 naakt in het VPRO-televisieprogramma Hoepla was verschenen, werd Polak in de Tweede Kamer gevraagd of er naar aanleiding van dit optreden stappen zouden worden ondernomen. De minister was dit niet van plan en vergeleek de uitzending met het schilderij Le déjeuner sur l'herbe.[2] Overigens had hij, zo verklaarde Polak, het programma niet gezien, want na Pipo de Clown zette hij het toestel af.[3]
- Toen in 1968 Daniel Cohn-Bendit met twee andere radicale studentenleiders naar Nederland zou komen, vroeg de Boerenpartij om een inreisverbod. Polak wees dat af met de klassiek geworden uitspraak "Democratie is niet voor bange mensen".

- Biografisch Portaal: 83390156
- International Standard Name Identifier: 0000 0000 5626 6319
- Nederlandse Thesaurus van Auteursnamen: 067560121
- Parlement.com: vg09llh6rwx4